# 张甲洲

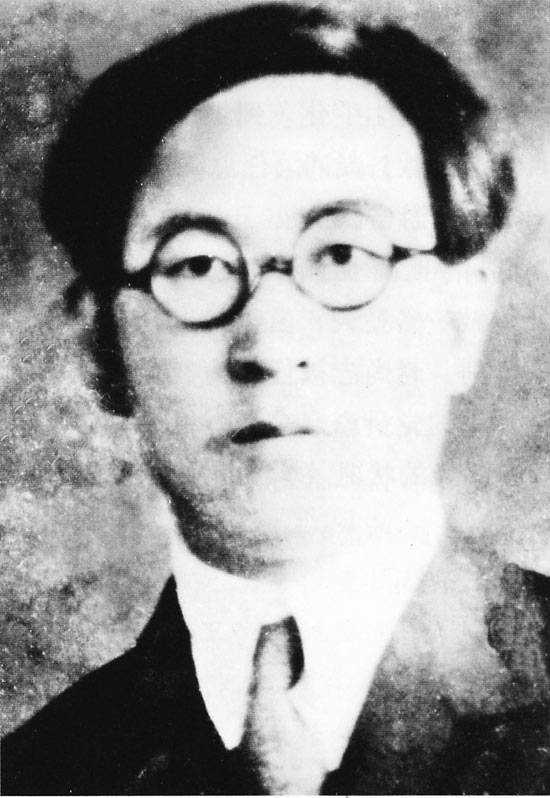
中国工农红军第36军江北独立师师长张甲洲。

张甲洲（1907年5月21日—1937年），字震亚，号平洋，黑龙江省巴彦县人，中共北平市委代理书记，东北抗日联军将领，抗日烈士。

## 生平
张甲洲生于巴彦县振东乡繁荣村一个富裕地主家庭。1923年初，以全省第一名的成绩考入黑龙江省立齐齐哈尔第一中学。学校一位数学老师常给学生讲俄国十月革命故事，张甲洲由此知道了列宁、斯大林、布尔什维克和苏维埃。当时张作霖强行抽调大、中学生当兵，校学生会主席张甲洲率领学生罢课，开展反抽丁斗争，最终张甲洲因违抗军令而被开除学籍。1925年初夏，考入沈阳文华中学，入学不久便被公推为校学生会主席。五卅运动波及沈阳后，学生会主席张甲洲率学生示威，支援工人罢工，再次被开除学籍。1926年，他返回齐齐哈尔，考入甲种工业学校，入学半年便被选为黑龙江省学生会主席。不久因反政府、闹学潮而被当局逮捕，在全省师生要求下才获释。但其“不法行为”已引起当局注意，认为他是赤化分子，取消了他赴日本留学资格。张甲洲第三次失去学籍。
1927年春，张甲洲与巴彦籍同学于天放等人结伴来到北京（1928年改称北平）。1928年，张甲洲考入北京大学预科甲部（理科），1929年升入物理系一年级。1929年夏，经北京大学党支部宣传干事文艺陶介绍，秘密加入中国共产党。1930年4月21日晚，张甲洲、文艺陶等人在北大二院大讲堂召集50多名同学开会，研究营救中共北大支部书记李光伟，军警事前得知消息并及时包围会场，张甲洲等32人当场被逮捕。拘押期间，张甲洲结识中共清华大学支部书记冯仲云。不久，经中共党组织营救，张甲洲获释。当时冯仲云因即将毕业赴哈尔滨商船学校任教并在当地开展工作，乃劝张甲洲来清华大学接替他的中共清华大学支部书记职务。1930年下学期，张甲洲从北京大学物理系退学，报考清华大学政治系，以第二名（一说是第一名）的成绩被录取。
1930年9月，中共北平市委决定恢复西郊区委，张甲洲任区委书记，胡乔木任团委书记，统管燕京大学、清华大学、新农业学校等高校的党团工作。因工作关系，张甲洲和胡乔木常一起活动。清华大学的学生们称：“清华俩秀才，张甲洲善说，胡乔木善写。”在清华大学期间，张甲洲除了担任中共党组织和学生组织的职务外，还任巴彦旅北平学生同乡会会长。1930年10月，张甲洲调任中共北平市委宣传部长兼西郊区委书记。12月，中共北平市委书记刘锡五被捕，张甲洲代理北平市委书记。1980年代，胡乔木在给巴彦县党史办的回信中说：“张甲洲是我在清华时的同学，当时他是党员，我是团员。他是我的领导者，为人非常正直，对党十分忠实，很有能力和魄力。对我教育很深，至今仍极为怀念”，“他性格坚强、豪爽、热情、果敢，精力充沛，很有活动能力”。
1931年九一八事变后，南京国民政府实行不抵抗政策。同年冬，北平、天津高校学生南下首都南京向国民政府请愿，要求政府出兵抗日收复中国东北。张甲洲从东北赶回北平，被推举为南下请愿团总指挥，在南京开展大规模抗议活动。《清华校友通讯》载：“十冬腊月天，张甲洲披着灰棉袄，敞着领口，一绺浓发带着汗珠覆在额头，为了挽救民族的危亡，永远是那么匆忙，却能通宵达旦地畅谈国家的命运和民族的责任。次日凌晨，又赶回清华大礼堂，大声疾呼抗日救国。”
1931年12月17日，张甲洲率北平、天津、上海、济南、安徽等地赴南京请愿的学生代表，同南京学生共3万多人联合举行示威游行，高喊爱国口号，散发抗日传单，到中山路中国国民党中央党部，游行队伍行进至珍珠桥时，手无寸铁的学生遭到早已部署在此的国民党军警镇压。当场30多人被杀，100多人受伤，100多人被捕。此即珍珠桥事件。当晚，国民政府又派大批军警搜捕学生，并将学生武装遣送回各地学校。珍珠桥事件发生后，各地学生和爱国群众纷纷举办抗议活动。张甲洲离开南京时去了上海，与中共中央军委负责人周恩来有过会晤。
1932年4月，经中共中央批准，张甲洲率于天放（清华大学经济系）、夏尚志（中法大学）、张清林（中国大学）、张文藻（师范大学）、郑炳文（东京工业大学）等黑龙江籍中共党员大学生自北平返回黑龙江省，组织抗日武装。
1932年5月16日，在张甲洲领导下，巴彦抗日游击队成立，共二百多人。这是中共领导的第一只东北抗日武装。巴彦游击队组建后，上级派赵尚志与张甲洲共同领导，鼎盛时期直接与间接控制数千人，曾打下两座县城。
九一八事变前夕，中共中央政治局候补委员罗登贤代表中央巡视东北，九一八事变后不久接任中共满洲省委书记。当时罗登贤根据东北情况提出了类似日后抗日民族统一战线的战略。但是在王明路线下，1932年6月24日，博古负责的中共临时中央在上海秘密召开北方各省委代表联席会议，即“北方会议”。会议指责东北党“右倾”，反对建立抗日统一战线，要求“组建红军”、“成立苏维埃”、“打土豪、分田地”、“保卫苏联”。随后，罗登贤被撤职遣回上海，不久即被政府逮捕并遭处决，接任的新领导奉行关门主义。
1932年11月，传达北方会议精神的巡视员到达巴彦游击队驻地，张甲洲、赵尚志等人不得不接受上级指示。巴彦游击队番号改为中国工农红军第三十六军江北独立师，张甲洲任师长，赵尚志任政治委员。江北独立师贯彻北方会议的极“左”关门主义战略，四面树敌，迅速由盛转衰。1933年1月18日，江北独立师被彻底打垮，全师只剩70多人，弹尽粮绝，为免遭日伪军围剿，张甲洲、赵尚志决定队伍暂时分散隐蔽，听令再集。1933年夏季后，中共领导的东北抗日武装不再叫红军，改为“东北人民革命军”，1936年之后改称“东北抗日联军”。
队伍解散后，张甲洲、赵尚志即到中共满洲省委汇报工作，但新省委不检讨自身“左”倾领导错误，反而将队伍失败的责任推卸给二人，给二人扣上右倾帽子，开除党籍。（也有说法称张甲洲未被开除党籍，而是省委借口其关系在北平无法获得证明，因而不承认其党籍。）张甲洲此后于1933年7月化名张进思，到黑龙江省富锦中学谋职，因能力出众而被任命为校长，随后升任该县教育局局长。任内利用职务之便做了许多抗日工作。1937年6月28日，中共北满临时省委书记冯仲云在帽儿山主持召开执委扩大会议，决定将独立师改编为东北抗日联军第十一军，原师长祁致中任军长，并决定重新起用张甲洲，任命为副军长。
1937年8月28日，参谋长李景荫、副官薛华、郭革一率领一支队伍到富锦县城附近的长发屯，接张甲洲到抗联营地上任。在即将抵达营地时，突遇十多名伪军，张甲洲遭敌流弹击中，因伤势过重身亡，年仅30岁。
1953年1月1日，周恩来到东北烈士纪念馆参观，在张甲洲遗像前流泪。1960年，人民政府决定将张甲洲烈士的棺木从牺牲地迁至富锦烈士陵园。。2002年10月，由胡乔木题字的张甲洲将军铜像暨纪念碑在巴彦县落成。此外，富锦市为张甲洲建了铜像，清华大学为他专设纪念馆，并将其名字刻在“清华英烈”碑上，北京大学将其名字刻在“北京大学革命烈士纪念碑”上。2014年他被中华人民共和国民政部列入第一批600名著名抗日英烈和英雄群体名录。